# Banchette
Banchette (pronuncia Banchétte, [baŋˈkette]; Banchëtte in piemontese) è un comune italiano di 3 119 abitanti della città metropolitana di Torino in Piemonte.
Ex centro agricolo, gravita economicamente su Ivrea. 
Il nucleo originario è situato attorno al castello, costruito su uno sperone roccioso sovrastante il letto della Dora Baltea, mentre gli edifici moderni sono sorti più a sud in territorio pianeggiante, costituito da una pianura intervallata da colli e solcata dal corso della Dora Baltea e dal suo affluente Roggia Rossa (nome originario Dora Rossa), nome derivato dal colore rossiccio dei suoi fondali.

## Geografia fisica
Il capoluogo sorge poco a Sud-Ovest di Ivrea, posto sulla riva destra della Dora Baltea, mentre poco più a sud di questo sorge il Borgo Nuovo nella piana antistante alle colline di Salerano, Samone e Pavone. Il resto del territorio comunale si estende verso nord seguendo la Dora ed è caratterizzato da campi e piccoli boschetti.
Altezza sul livello del mare: 266 mt (municipio); 230 (minima 230); 280 (massima). 

## Storia
Il toponimo Banchette (in antico Bancellæ, Castrum Banchettarum) deriva probabilmente dai banchi di sabbia, lasciati dalla Dora Baltea su cui è sorto il paese.
La storia del paese è sempre stata strettamente connessa a quella di Ivrea, fin dal Medioevo, e con il tempo ne seguì le vicende storiche. Nel XII secolo un ramo dei De Civitate Ipporgioreale assunse la signoria di Banchette, che successivamente passò ai Dal Pozzo. 
Nel 1335 la parrocchia di Banchette venne incorporata nell'arcipretura del Capitolo di Ivrea, con Salerano e Samone. 
Nel 1349 tra i credenziari che giurarono fedeltà per la città di Ivrea ai Savoia, si annoverano alcuni banchettesi: Micha e Ardicio de Banchetis, Ottine de Bonasceto, Jacobo de Rodulfho de Banchetis.
Estinti i De Banchetis ed i De Bosceto, Banchette fu infeudata il 2 giugno 1619, (altre fonti parlano del 1621) con annessi Salerano e Samone, a favore di De Damas.
In seguito subentrarono i Pinchia, famiglia originaria di Ribordone,, mentre secondo un'altra fonte tale famiglia si trasferì ad Ivrea e nel 1722 Giuseppe Antonio Pinchia ereditò dal padre il titolo di conte di Banchette. Con il fratello Pietro Lorenzo, prevosto della cattedrale di Ivrea, fondò l'opera degli esercizi spirituali a Bollengo, nella Vignarossa di loro proprietà.
Nel 1786, per convenzione con l'arciprete del Capitolo eporediese, Samone si staccò dalla parrocchia di Banchette. Stessa sorte ebbe, nel 1789, Salerano.

### Simboli
Lo stemma e il gonfalone del comune di Banchette sono stati concessi con decreto del presidente della Repubblica del 27 luglio 1987.
Il gonfalone è un drappo troncato di rosso e di azzurro.

## Monumenti e luoghi d'interesse

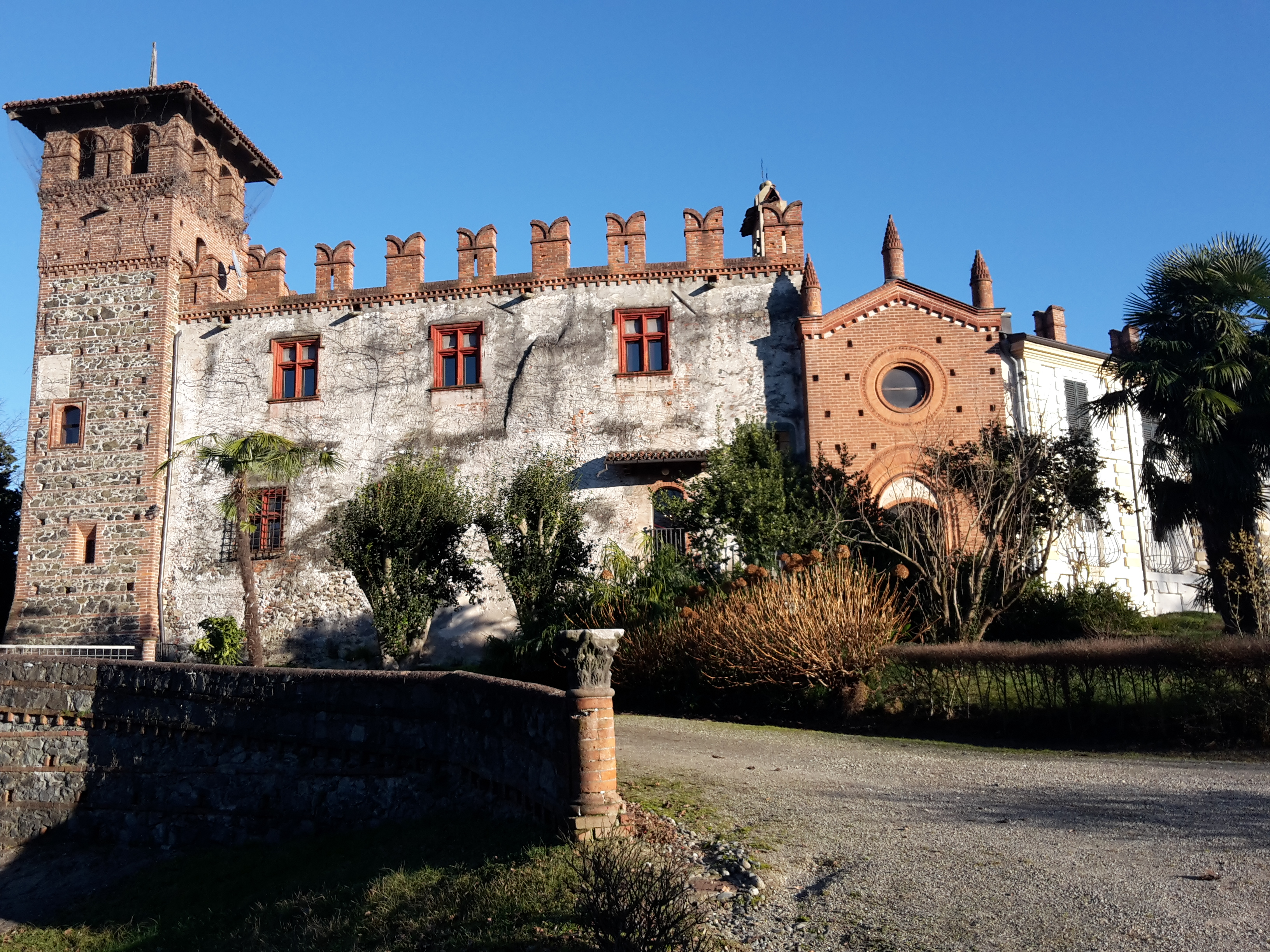
Il Castello di Banchette

### Castello di Banchette
Il castello esisteva già nel XIV secolo, come casaforte.
Edificato dai Di Banchette, su vestigia romane.
Infeudato il 2 giugno 1619, con annessi Salerano e Samone a favore di De Damas. Passa durante il regno dei Savoia ai Pinchia, poi ai Passerin d'Entrèves, ai Novarese ed ora alla Floramo Corporation s.r.l. della famiglia Quaglia.

### Parrocchiale di San Cristoforo
La Parrocchiale di San Cristoforo è tra le più antiche della Diocesi (notizie dal 1210), è sempre stata alle dirette dipendenze del vescovo di Ivrea (era unita alla dignità dell'arcipretura del Capitolo della Cattedrale ed il canonico arciprete vi nominava un proprio vicario), per cui non è compresa tra le Pievi elencate nel Liber Decimarum del 1368/70. La facciata, di forme neoclassiche, è oggi affiancata da due campanili. La chiesa è ora dedicata a San Cristoforo e a San Giacomo. La parrocchia di San Cristoforo comprendeva originariamente gli abitati di Banchette, di Samone e di Salerano ed era titolare della parrocchia il prevosto del capitolo della Cattedrale di Ivrea, che risiedeva ad Ivrea e che a sua volta incaricava un altro prete della cura della parrocchia. Il 2 marzo 1787 il Comune di Samone otteneva che si erigesse la nuova parrocchia in Samone, mentre il 5 aprile 1787 i sindaci di Banchette e Salerano ottenevano di staccare la loro parrocchia dall'Arcipretura della Cattedrale di Ivrea. Nel 1837 anche Salerano si distacca dalla parrocchia di Banchette e diventa parrocchia autonoma.

## Società

### Evoluzione demografica
Abitanti censiti

### Etnie e minoranze straniere
Secondo i dati Istat al 31 dicembre 2017, i cittadini stranieri residenti a Banchette sono 436, così suddivisi per nazionalità, elencando per le presenze più significative:
1. Romania, 226
2. Marocco, 48
3. Cina, 28

## Cultura

### Eventi

#### Il Carnevale

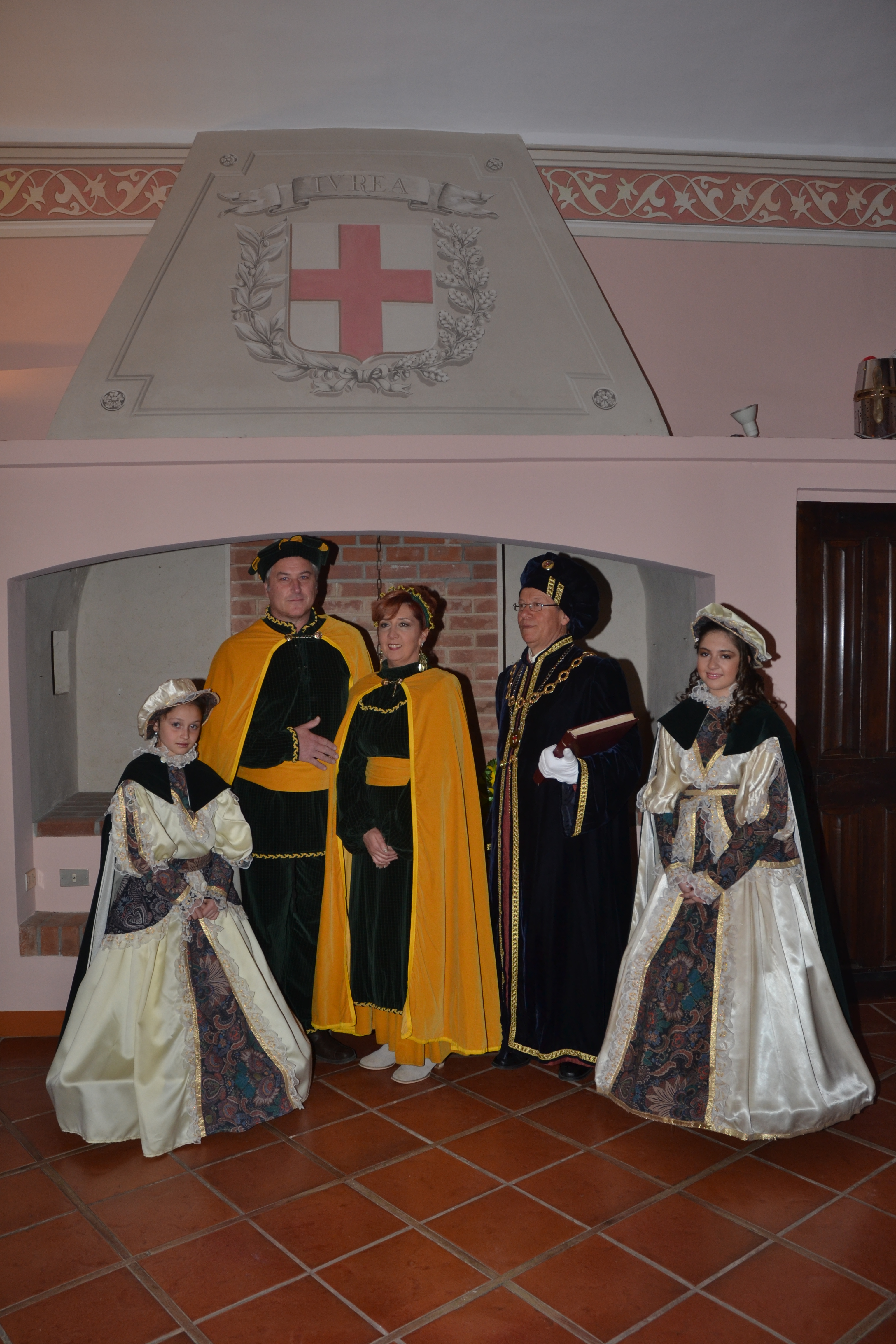
Personaggi del Carnevale di Banchette 2014

È la manifestazione più amata dai cittadini di Banchette che partecipano a tutte le iniziative che la compongono.
La manifestazione si svolge con il patrocinio ed il contributo del Comune di Banchette e della Regione Piemonte.
Esso si sviluppa in varie fasi:
- L'"investitura" dei personaggi (Cossatera e Cossatè);
- la "presentazione" alle autorità;
- Il "Proclama" alla cittadinanza;
- La "Fiaccolata" per le vie del paese;
- La "serata danzante";
- La "Fagiolata", tradizionale distribuzione di "fagioli grassi" (fagioli cotti con cotenne di maiale ed aromi vari) e salamelle. Questa tradizione è comune a quasi tutti i paesi e le città del Canavese;
- La "Visita agli Anziani";
- Il "Carnevale Con Luna e Stelle" si compone di varie cerimonie, la sfilata in notturna con i personaggi tipici Cossatera e Cossatè, maschere, carri allegorici, ecc. e termina con l'abbruciamento della Cossa tra canti e balli;
- Il "Carnevale con le Scuole" è composto da un corteo di bambini delle scuole materne ed elementari di Banchette che vestiti in maschera sfilano per le vie del paese con la presenza di animatori, giocolieri e con spettacolo finale;
- La "Visita alla Scuola media";
- La "Visita alla Comunità Cristiana";
- La "Cena di chiusura".

La Cossatera ed il Cossatè sono accompagnati durante tutte le apparizioni, dai componenti dell'Ordine del Fiore di Zucca.
Da rilevare tra le altre iniziative, l'incontro dei giovani, rappresentati dai coscritti, che accompagnano i personaggi del carnevale in visita agli anziani portando loro i Fagioli Grassi ed accolti dagli stessi anziani con festeggiamenti, bevande e leccornie.
Il Carnevale Banchettese si caratterizza, per il suo svolgimento in notturna e per la partecipazione dei cittadini che allestiscono lungo le vie tavoli imbanditi con pesciolini fritti ed altre leccornie. Le cerimonie principali si svolgono nel Castello di Banchette.

#### Il giugno banchettese

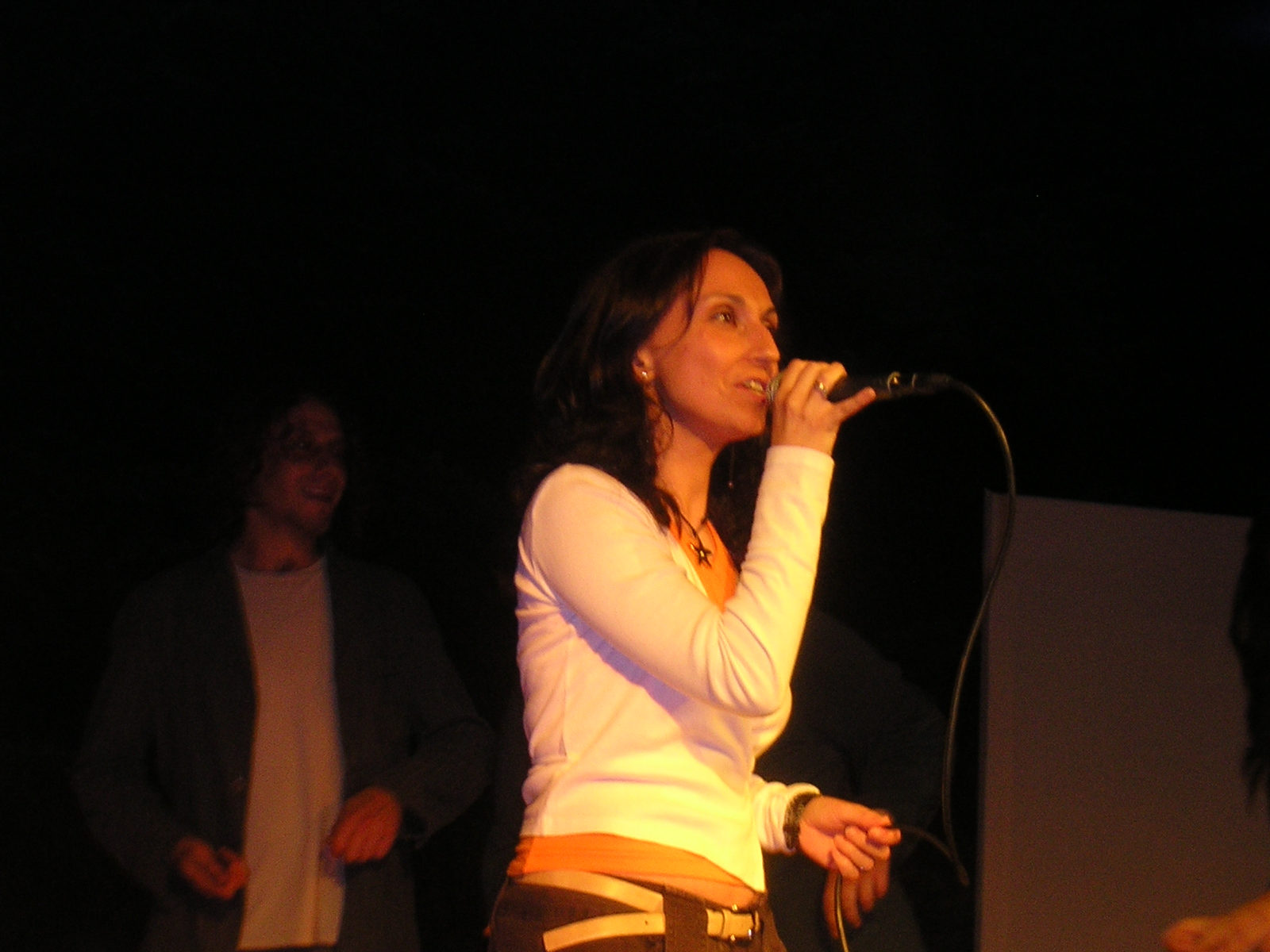
Valentina Moschetti vincitrice di Cantando Cantando 2008

Si tratta di una serie di iniziative: quali Spettacoli Teatrali, Concerti, tornei di Calcio Balilla, festa della Birra; esibizioni canore e spettacoli di Danza.

#### Evento Tradizionale "Mais Rosso di Banchette" ex Pignoletto Rosso

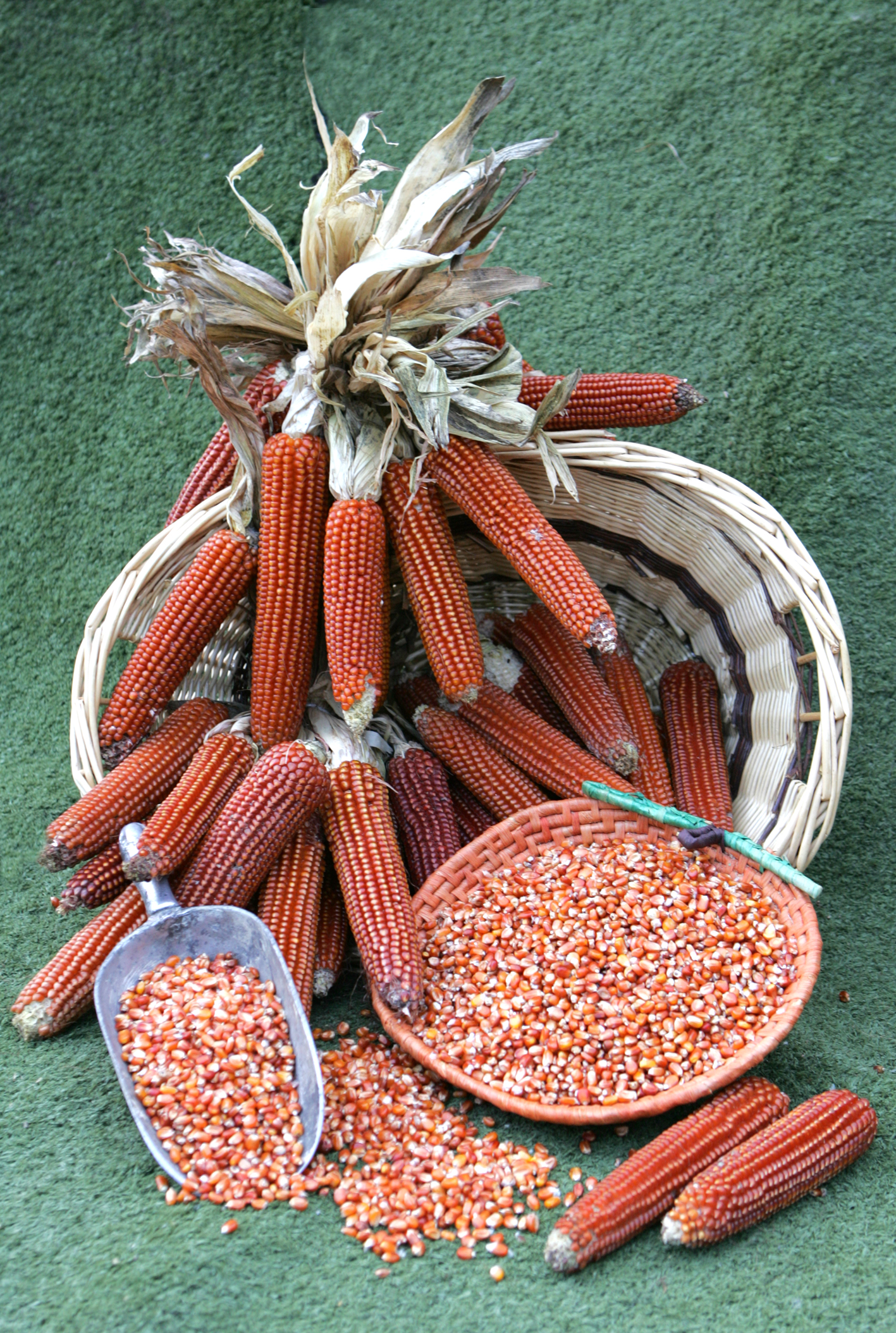
Mais Rosso di Banchette ex Pignoletto Rosso Canavesano

Il Mais Rosso di Banchette è un'antica varietà di mais, recuperata grazie al prezioso lavoro di un gruppo di agricoltori appassionati, supportati dall'Amministrazione comunale di Banchette, Provincia di Torino, che ha fornito un determinante apporto, e dalla Confagricoltura di Torino.
La Sagra è un importante appuntamento per far conoscere questo prodotto dalle caratteristiche uniche e far riscoprire i vecchi sapori.
Durante la manifestazione, nelle "piole" allestite nei cortili del centro storico, è possibile degustare il pignoletto rosso sotto forma di polenta e cinghiale, polenta e merluzzo, polenta e spezzatino, polenta e moscardini, polenta e salsiccia, polenta concia, polenta e formaggio, polenta e suet, e altre specialità.
La manifestazione, coinvolge altri produttori locali di specialità agroalimentari, gruppi folcloristici e di animazione, insieme alla valorizzazione delle tipicità del Canavese.
Il Canavese offre un ampio ventaglio di produzioni enogastronomiche tipiche di alta qualità, in particolare nei comparti della cerealicoltura, dell'orticoltura, del vino e dei formaggi. Inoltre può contare sulla produzione di altre specialità quali salumi, miele, pasticceria tradizionale.
Obiettivi della sagra sono la valorizzazione, la promozione e la diffusione commerciale di queste produzioni.
Durante la sagra, oltre a convegni tecnico scientifici, si realizzano spazi di degustazione e vendita delle produzioni tipiche realizzate dalle cooperative e dalle aziende agricole associate alle cooperative, offrendo ai visitatori della Sagra la possibilità di acquistare un ampio paniere delle specialità prodotte sul territorio.

## Amministrazione
Di seguito è presentata una tabella relativa alle amministrazioni che si sono succedute in questo comune.
| Periodo        | Periodo        | Primo cittadino          | Partito                           | Carica  | Note   |
| -------------- | -------------- | ------------------------ | --------------------------------- | ------- | ------ |
| 11 giugno 1985 | 25 maggio 1990 | Alberto Valtorta Iorio   | Partito Socialista Italiano       | Sindaco | [ 13 ] |
| 25 maggio 1990 | 24 aprile 1995 | Alberto Valtorta Iorio   | Partito Socialista Italiano       | Sindaco | [ 13 ] |
| 24 aprile 1995 | 14 giugno 1999 | Renato Alessio           | centro-sinistra                   | Sindaco | [ 13 ] |
| 14 giugno 1999 | 14 giugno 2004 | Renato Alessio           | centro-sinistra                   | Sindaco | [ 13 ] |
| 14 giugno 2004 | 8 giugno 2009  | Maurizio Cieol           | lista civica                      | Sindaco | [ 13 ] |
| 8 giugno 2009  | 26 maggio 2014 | Maurizio Cieol           | lista civica                      | Sindaco | [ 13 ] |
| 26 maggio 2014 | 27 maggio 2019 | Franca Giuseppina Sapone | lista civica Insieme per crescere | Sindaco | [ 13 ] |
| 27 maggio 2019 | in carica      | Antonio Mazza            | lista civica Insieme per crescere | Sindaco | [ 13 ] |

### Gemellaggi
- Septème

## Sport

### Calcio
La principale squadra di calcio di Banchette è la A.S.D. Banchette Ivrea, che milita nel girone B piemontese e valdostano di Promozione e disputa le sue partite in un impianto con 800 posti. I colori sociali sono il blu ed il rosso. 
È nata nel 2015 dalla fusione della USD Banchette e dell'Ivrea Calcio.